# Alina Kabaeva
Alina Kabaeva (tiếng Nga:Али́на Мара́товна Каба́ева; tiếng Thát Đát: Älinä Marat qızı Qabayeva; sinh ngày 12 tháng 5 năm 1983 tại Tashkent, Uzbekistan) là một vận động viên thể dục nhịp điệu kiêm người mẫu nổi tiếng của Nga, cô từng là đại biểu Duma Quốc gia Nga. Cô có hai dòng máu người Nga và người Thát Đát (Tatar). Alina từng là một vận động viên thể dục nhịp điệu thành công nhất tại Nga và cũng là một trong những người làm rạng danh lịch sử thể dục nhịp điệu của Nga với 2 huy chương Olympic, 18 huy chương quốc tế và 25 huy chương châu Âu.

## Sự nghiệp thể thao
Alina Kabaeva, sinh tại Tashkent, Uzbekistan. Lúc bấy giờ, cô và gia đình luôn luôn phải di chuyển đến nhiều nơi khác nhau ở Uzbekistan, Kazakhstan và Nga theo chân đội bóng đá của người cha. Alina theo học thể dục nhịp điệu từ khi 4 tuổi, nhưng thời điểm đó, đa số các huấn luyện viên khi gặp Alina đều lắc đầu bởi cô bé trông có vẻ khá nặng nề và xấu xí không thích hợp trở thành một vận động viên thể dục nhịp điệu bất chấp năng khiếu vượt trội của cô. Năm 11 tuổi, gia đình chuyển đến Nga, Alina được giới thiệu với nữ huấn luyện viên Irina Viner, con đường thể thao chuyên nghiệp của cô mới bắt đầu và cô theo học thể dục nhịp điệu tại trường dự bị Olympic, Moscow, Nga dưới sự dẫn dắt của Irina. Năm 1994, Alina chuyển đến Nga và được mẹ giới thiệu với nữ huấn luyện viên Irina Viner, người đã cảm thấy mến Alina ngay từ cái nhìn đầu tiên.
Cô nhận xét: Tôi không thể tin vào mắt mình khi gặp Alina vì tôi đã bắt gặp ở cô bé hai yếu tố quyết định trong thể dục nhịp điệu, đó là sự mềm dẻo và nhanh nhẹn. Sau đó, Alina được học thể dục nhịp điệu tại trường dự bị Olympic, Moscow, Nga dưới sự dẫn dắt của Irina. Đến năm 1998 Alina mới thật sự tham gia một giải đấu đúng nghĩa - Giải vô địch châu Âu, được tổ chức tại Bồ Đào Nha và cô đã giành chiến thắng, một chiến thắng hoàn toàn bất ngờ. Sau khi về nước, cô trở thành vận động viên thể dục nhịp điệu trẻ tuổi nhất tuyển Nga, cùng luyện tập với người đồng đội nổi tiếng Amina Zaripova.

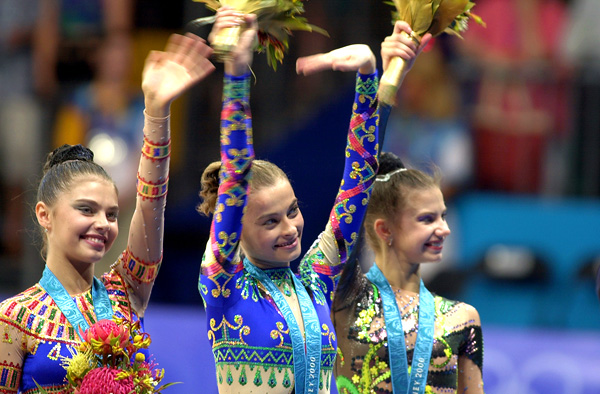
Giành giải thi đấu quốc tế

Năm 1999, Alina lần thứ hai liên tiếp trở thành nhà vô địch châu Âu, đồng thời cũng là nhà vô địch thế giới khi giải được tổ chức tại Osaka, Nhật. Năm 2003, tại Budapest, Hungary, cô đã bổ sung thêm cho mình một danh hiệu vô địch thế giới nữa. Năm 2004, Alina có trong tay 5 lần đăng quang toàn năng ở giải vô địch châu Âu. Tuy nhiên, có lúc giới chuyên gia cho rằng cô chỉ là một "tài năng sớm nở tối tàn" khi liên tiếp thất bại tại Olympic Sydney 2000 rồi Goodwill ở Brisbane, Australia năm sau đó. Thậm chí mẫu thử nước tiểu của cô và người đồng đội Irina Tchachina có kết quả Diuretic dương tính, và họ bị tước huy chương, cấm thi đấu một năm cộng thêm một năm thử thách. Tại Olympic Sydney 2000, không ai nghi ngờ về khả năng đoạt huy chương vàng toàn năng của Alina cho đến khi cô thực hiện bài biểu diễn thứ 2, chiếc vòng bị văng ra khỏi khu vực thi đấu. Alina chấp nhận mang về chiếc huy chương đồng với tổng số điểm 39,466 (dây 9,925; vòng 9,641; bóng 9,950 và dải lụa 9,950).
Năm 2001, tại giải Goodwill ở Brisbane, Úc, sau khi giành huy chương vàng các nội dung bóng, gậy, dây và huy chương bạc cá nhân toàn năng một cách thất vọng. Mẫu thử nước tiểu của cô và người đồng đội Irina Tchachina có kết quả Diuretic dương tính, và họ bị tước huy chương. Huấn luyện viên trưởng Irina Viner (giữ chức phó chủ tịch Ủy ban Kỹ thuật thể dục nhịp điệu thuộc IFG - International Federation of Gymnastics) cũng đã thanh minh rằng, các học trò của cô đã dùng loại thức ăn phụ có chứa hàm lượng nhẹ chất Diuretic, nhưng lý giải ấy đã không được chấp nhận.
Năm 2003, Alina trở lại và giành chiến thắng tại giải vô địch thể dục nhịp điệu thế giới. Tháng 6 năm 2004, cô giành vị trí vô địch thể dục nhịp điệu châu Âu tại Kiev, Ukraine, tháng 8, vô địch Olympic mùa Hè, Athens, Hy Lạp… Trong một cuộc thi, với rất nhiều động tác phức tạp, chiến thắng cuối cùng đã thuộc về cô (106,476 điểm cho 4 nội dung: bóng, dải lụa, vòng và gậy), một số điểm khít khao so với người đứng thứ 2 đến từ Ukraina - Anna Bessonova (106,150 điểm). Cô cũng góp phần mang về cho đồng đội chiếc huy chương vàng. Vào ngày 11 tháng 10 năm 2004, sau khi vô địch Cúp Aeon tại Tokyo, Alina thông báo giã từ sự nghiệp với hy vọng muốn tạo dựng một gia đình nhỏ cho mình. Cô hy vọng sẽ xây dựng được một trường thể dục nhịp điệu quốc tế dành cho tất cả trẻ em trên thế giới theo đuổi ước mơ của mình. Năm 2006, Alina Kabaeva nhận được 22% trong tổng số 1.600 số phiếu bầu (vượt qua cả 15% số phiếu bầu của nữ hoàng quần vợt Maria Sharapova, xếp thứ 3) và trở thành nữ vận động viên xuất sắc nhất nước Nga. Tại thời điểm đó, Alina thậm chí chưa có lấy một chiến thắng nào ở các giải đấu chính.

## Sự nghiệp chính trị
Alina bước vào chính trường năm 2005 khi cô gia nhập đảng Nước Nga thống nhất và chính thức trở thành một đại biểu của Duma quốc gia năm 2007. Cô là Phó ban về các vấn đề thanh thiếu niên của viện Duma Quốc gia và giữ một chân trong ban giám sát của Tập đoàn Truyền thông Quốc gia, tập đoàn của Yury Kovalchuk, một người bạn thân của Putin. Từ năm 2005 trở đi, cô đã trở thành một thành viên của Hội đồng nhà nước Nga. Năm 2007, cô được bầu làm đại biểu chính thức của Duma quốc gia. Alina là một chính trị gia có khuôn mặt xinh xắn, gợi cảm và quyến rũ. Cô được coi là người rất gần gũi với thủ tướng Nga Vladimir Putin và được báo giới phương Tây gọi là "Bảo bối Putin".

## Đời sống riêng tư

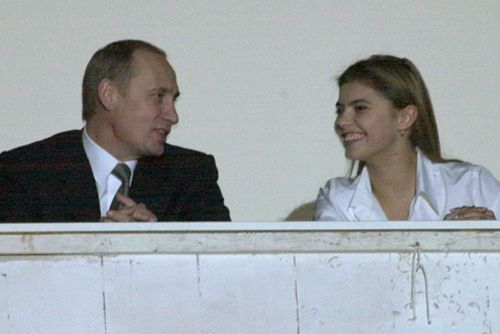
Tổng thống Vladimir Putin và Kabaeva tại giải Vô địch Thể dục Nhịp điệu Nga 2001

Kabaeva đính hôn với cảnh sát viên David Museliani năm 2004. Họ bắt đầu có quan hệ tình cảm từ năm 2002 nhưng chia tay năm 2005.
Alina từng là tâm điểm của báo chí Nga khi xuất hiện tin đồn cô "có mối quan hệ cá nhân" với Putin. Năm 2008, khi Putin còn là Tổng thống Nga. Báo chí Nga rộ lên tin đồn ông Putin đã li dị vợ và chuẩn bị kết hôn với Alina. Ông Putin sau đó chính thức lên tiếng phủ nhận tin đồn này  và tờ báo đầu tiên đăng tin này Moskovsky Korrespondent đã bị đình bản. 
Ngày 13 tháng 3 năm 2015, theo tin đồng từ giới bác sĩ ở Tessin, Thụy Sĩ thì Alina Kabaeva đã sinh con ở đây, trong bệnh viện tư Sant'Anna ở Lugano, nơi mà con gái của Silvio Berlusconi và Michelle Hunziker, vợ cũ của nam ca sĩ Ý Eros Ramazzotti cũng đã đẻ ở đó. Trong khi Putin từ ngày 5 tháng 3 không xuất hiện trước công chúng. Một cuộc viếng thăm Kasachstan đã bị hủy bỏ mà không nêu lý do. Năm 2019, có tường thuật là bà ta đã sinh đôi 2 đứa con trai tại bệnh viện Kulakov ở Moskva.  Cho tới năm 2002, Kabaeva  theo đạo Hồi giáo Năm 2003, có tin báo rằng cô đã cải đạo theo Ki tô giáo. Sau này do ảnh hưởng của cuộc chiến tranh của Putin với Ukraina thì đã có kiến nghị hiện có trên 50 ngàn chữ ký, so sánh bà với Eva Braun của Hitler và đòi xét lại quốc tịch Thụy Sĩ của bà cũng như trục xuất bà ra khỏi Thụy Sĩ.